# Álex Petxarroman
Alexander Petxarroman Eizagirre, meglio noto come Álex Petxarroman o con lo pseudonimo Álex Petxa (San Sebastián, 6 febbraio 1997), è un calciatore spagnolo, difensore del Deportivo La Coruña.

## Carriera
Cresciuto nel settore giovanile della Real Sociedad, trascorre i primi anni di carriera prima con la squadra C, poi con la squadra B del club biancoblu, con in mezzo un prestito al Gernika.
Nel 2021 viene acquistato dall'Athletic Bilbao con cui debutta fra i professionisti il 31 ottobre nel match di Primera División pareggiato 1-1 proprio contro la sua ex squadra.

## Statistiche

### Presenze e reti nei club
Statistiche aggiornate al 18 dicembre 2021.
| Stagione        | Squadra         | Campionato      | Campionato | Campionato | Coppe nazionali | Coppe nazionali | Coppe nazionali | Coppe continentali | Coppe continentali | Coppe continentali | Altre coppe | Altre coppe | Altre coppe | Totale | Totale |
| Stagione        | Squadra         | Comp            | Pres       | Reti       | Comp            | Pres            | Reti            | Comp               | Pres               | Reti               | Comp        | Pres        | Reti        | Pres   | Reti   |
| --------------- | --------------- | --------------- | ---------- | ---------- | --------------- | --------------- | --------------- | ------------------ | ------------------ | ------------------ | ----------- | ----------- | ----------- | ------ | ------ |
| 2017-2018       | Gernika         | SDB             | 13         | 1          | CR              | 0               | 0               |                    | -                  | -                  |             | -           | -           | 13     | 1      |
| 2018-2019       | Real Sociedad B | SDB             | 33         | 0          |                 | -               | -               |                    | -                  | -                  |             | -           | -           | 33     | 0      |
| 2019-2020       | Real Sociedad B | SDB             | 6          | 1          |                 | -               | -               |                    | -                  | -                  |             | -           | -           | 6      | 1      |
| 2020-2021       | Real Sociedad B | SDB             | 20         | 2          |                 | -               | -               |                    | -                  | -                  |             | -           | -           | 20     | 2      |
| 2021-2022       | Athletic Bilbao | PD              | 5          | 0          | CR              | 0               | 0               |                    | -                  | -                  |             | -           | -           | 5      | 0      |
| Totale carriera | Totale carriera | Totale carriera | 77         | 4          |                 | 0               | 0               |                    | -                  | -                  |             | -           | -           | 77     | 4      |